# Toy Story 3: The Video Game
Toy Story 3: The Video Game (in Deutschland als Toy Story 3: Das Videospiel bekannt) ist ein auf dem gleichnamigen Film basierendes Jump-’n’-Run-Spiel aus dem Jahr 2010, das von n-Space (Nintendo DS) bzw. Asobo Studio (PlayStation 2 und PlayStation Portable) bzw. Disney Mobile Studios (iOS) bzw. Avalanche Software (andere Plattformen) entwickelt und von Disney Interactive Studios für Nintendo DS, PlayStation 2, PlayStation 3, PlayStation Portable, Wii, Microsoft Windows, Xbox 360, macOS Version X, Leapster und den V.Reader von Disney Interactive Studios bzw. Disney Mobile Studios für iOS veröffentlicht wurde.

## Rezeption
Das deutschsprachige Onlinemagazin 4Players bewertete die Xbox-360-, PC-, PlayStation-3- und Wii-Version des Spiels mit 77 von 100 möglichen Punkten und vergab die Marke „Gut“.